# Bahnbauzentrale
Die Bahnbauzentrale war eine von 1976 bis wenigstens 1991 bestehende Organisationseinheit der Deutschen Bundesbahn zur Planung und Bau der ersten Neubaustrecken des Hochgeschwindigkeitsverkehrs in Deutschland.

## Geschichte
Im April 1976 richtete die Bundesbahn die Bahnbauzentrale ein, die für Planung und Bau der Strecke verantwortlich und unmittelbar dem Vorstand der Deutschen Bundesbahn unterstellt war. Für die Neubaustrecke Mannheim–Stuttgart wurde im gleichen Jahr die Projektgruppe M/S gebildet und untergeordnet.  Gegenüber den beteiligten Bundesbahndirektionen war sie weisungsbefugt.
Der Vorstand der Deutschen Bundesbahn richtete für die Neubaustrecke Hannover–Würzburg im Oktober 1978 drei Projektgruppen ein.
Anfang der 1980er Jahre war die Bahnbauzentrale dem Vorstandsressort 3 (Technik) in der Hauptverwaltung der Deutschen Bundesbahn zugeordnet. Ihm war zunächst der Fachbereich Neubaustrecken (FbN) unterstellt. Dazu zählten das Referat N 1 (Baulenkung, Budget) sowie das Referat N 2 (technische Planungsgrundsätze Neu- und Ausbaustrecken). Diesen Organisationseinheiten in der Hauptverwaltung unterstanden wiederum vier Projektgruppen in den Direktionen:
- Projektgruppe Mannheim – Stuttgart (PGr M/S) mit Sitz in Karlsruhe[5]
- Projektgruppe Hannover – Würzburg (PGr H/W Nord) mit Sitz in Hannover[5]
- Projektgruppe Hannover – Würzburg (PGr H/W Mitte) mit Sitz in Frankfurt am Main[5]
- Projektgruppe Hannover – Würzburg (PGr H/W Süd) mit Sitz in Nürnberg[5]

Die Gruppen befanden sich an den jeweiligen Bundesbahndirektionen, denen sie verwaltungsmäßig und personell angegliedert waren. Der Leiter der Bahnbauzentrale war direkt dem Referenten für Technik unterstellt.
Die Projektgruppe H/W Nord hatte Anfang der 1980er etwa 150 Mitarbeiter. Dem Projektleiter waren vier Planungsdezernenten unterstellt, die jeweils für einen 30 bis 40 km langen Abschnitt verantwortlich waren.
In den 1980er Jahren war die Projektgruppe NBS Karlsruhe auch mit der Neu- und Ausbaustrecke Karlsruhe–Basel betraut. Sie war ebenfalls mit der Planung der Neubaustrecke Köln–Rhein/Main betraut.
Die Bahnbauzentrale bestand bis wenigstens Ende 1991.